# 克羅姆 (加利福尼亞州克恩縣)
克羅姆（英語：Crome）是位於美國加利福尼亞州克恩縣的一個非建制地區。該地的面積和人口皆未知。

## 地理
克羅姆的座標為35°26′30″N 119°12′00″W / 35.44167°N 119.20000°W，而該地的平均海拔高度為105米（即344英尺）。